# 栃木県道・群馬県道227号小俣桐生線

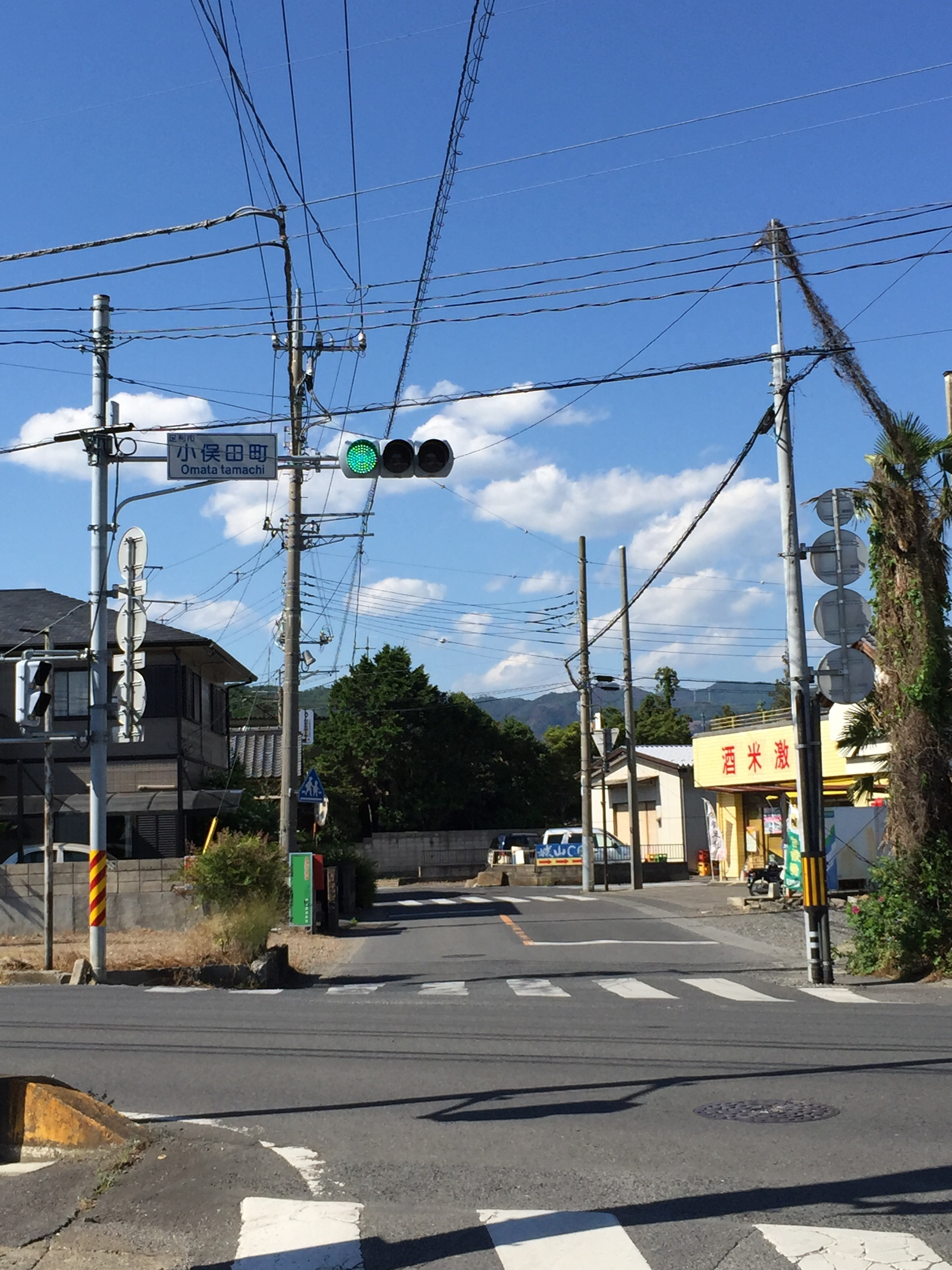
足利市・小俣田町交差点
（起点付近、2015年5月）
小俣田町交差点は県道218号の終点である。奥に見える（50mほど先の）横断歩道のある交差点が県道227号の起点であり、227号は↑方向へ、218号は↗方向へと進む。

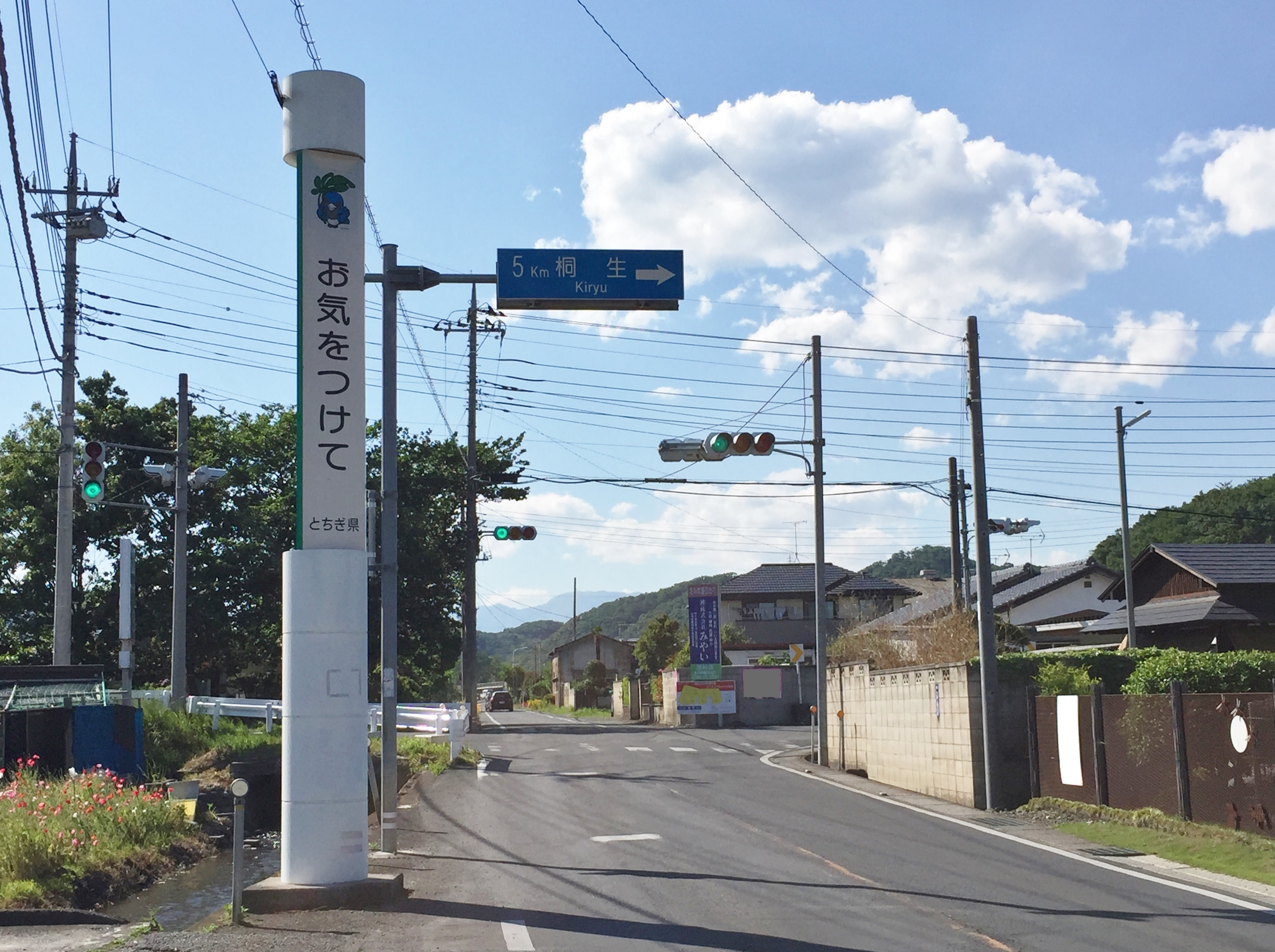
栃木・群馬県境付近の十字路交差点
（足利市小俣町・桐生市菱町1丁目、2015年5月）
↓→方向が県道227号であり、↓方向は起点、→方向は終点へと至る。

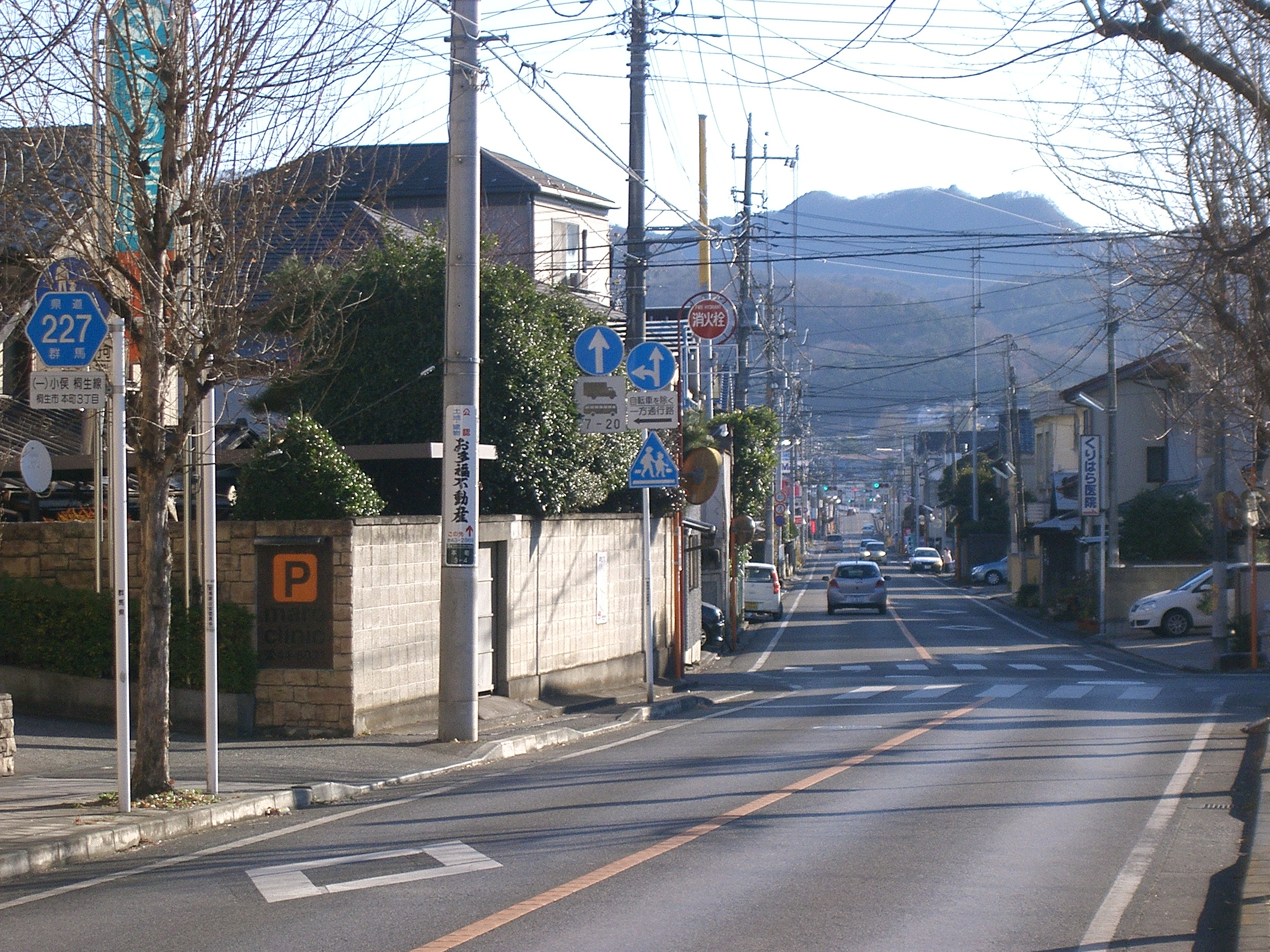
桐生市・本町3丁目交差点（終点）より東を望む。

栃木県道・群馬県道227号小俣桐生線（とちぎけんどう・ぐんまけんどう227ごう おまたきりゅうせん）は、栃木県足利市から群馬県桐生市に至る一般県道である。

## 概要
足利市の西端に位置する小俣町から桐生市菱町を経由し、桐生市の中心市街地に位置する本町までを結ぶ、全長およそ7.0kmの路線である。
かつての起点は、足利市小俣町・小俣田町交差点（栃木県道218号名草小俣線終点、栃木県道67号桐生岩舟線交点）から50mほど県道218号を北進した地点にある。

### 路線データ
- 総延長 : 6.8294km（栃木県区間 : 1.913km[1]、群馬県区間 : 4.9164km[2]）
- 実延長 : 6.8294km（栃木県区間 : 1.913km[1]、群馬県区間 : 4.9164km[2]）
- 起点 : 栃木県足利市小俣町（栃木県道218号名草小俣線交点）
- 終点 : 群馬県桐生市本町3丁目（本町3丁目交差点＝群馬県道66号桐生田沼線交点）

## 歴史
- 1959年（昭和34年）10月30日 - 群馬県区間が認定される[2]。
- 1961年（昭和36年）4月1日 - 栃木県区間が認定される[1]。
- 2008年（平成20年）4月1日 - 路線名が「坂西桐生線（さかにしきりゅうせん）」から「小俣桐生線」に変更される[1]。
- 2020年（令和2年）6月 - 「小俣立体」の開通（同年3月22日）に伴う名草小俣線の路線変更に伴い、起点が小俣小前の交差点に変更される。それに伴い、旧道部分は市道に降格となる。

## 路線状況
全区間にわたり2車線の道幅が確保されている。
- 起点 - 県境（足利市小俣町）
平坦な地形であり、カーブ箇所が所々見られる。沿線には小俣駅のほか、住宅が多く見られる。
- 県境 - 桐陽台団地（桐生市菱町1丁目 - 菱町2丁目）
起伏が大きい地形であり、坂道やカーブ箇所が多い。沿線には住宅がまばらに見られる。
- 桐陽台団地 - 幸橋（桐生市菱町2丁目 - 菱町3丁目）
起伏が緩やかな地形であり、カーブ箇所が所々見られる。桐陽台団地や菱小学校があるためか、沿線には住宅が多く見られる。
- 幸橋 - 終点（桐生市東3丁目 - 本町3丁目）
平坦な地形であり、道路はほぼ直線状であるため、カーブ箇所は見られない。桐生の市街地に位置するためか、沿線には商店や住宅が多く見られる。

### 通称
- 足利街道

## 地理

### 通過する自治体
- 栃木県
  - 足利市
- 群馬県
  - 桐生市

### 交差する河川
- 清水川（新清水川橋、足利市小俣町）
- 小友川（八王子橋、桐生市菱町1丁目）
- 黒川（間々下橋、桐生市菱町2丁目）
- 桐生川（幸橋、桐生市菱町3丁目 - 東3丁目）

※清水川・小友川・黒川は、いずれも桐生川の支流である。

### 交差する鉄道
- JR両毛線（足利市小俣町）※踏切による平面交差（旧道）

### 沿線
- 小俣駅（JR両毛線）（足利市小俣町）
- 群馬大学工学部グラウンド（桐生市菱町1丁目）
- 桐陽台団地（桐生市菱町2丁目にある住宅団地）
- 桐生市立菱小学校（桐生市菱町2丁目）
- 桐生市立特別支援学校（桐生市菱町2丁目）